# Dänischer Fußballpokal 1962/63
Der Dänische Fußballpokal 1962/63 war die neunte Austragung des dänischen Pokalwettbewerbs der Männer. Er wurde vom dänischen Fußballverband ausgetragen. Das Finale fand traditionell am Himmelfahrtstag (23. Mai 1963) im Københavns Idrætspark von Kopenhagen statt. Pokalsieger wurde B 1913 Odense, der sich im Finale gegen Køge BK durchsetzte.
Alle Begegnungen wurden in einem Spiel ausgetragen. Bei unentschiedenem Ausgang wurde zur Ermittlung des Siegers eine Verlängerung gespielt. Stand danach kein Sieger fest, folgte ein Elfmeterschießen. Ab dem Halbfinale wurde bei einem Remis das Spiel wiederholt.

## 1. Runde
Es nahmen 56 Mannschaften von der dritten Klasse abwärts teil.
|                      | Ergebnis              |                   |
| -------------------- | --------------------- | ----------------- |
| Bolbro G&IF          | 0:4                   | Silkeborg IF      |
| Brande IF            | 0:3                   | Tved BK           |
| BK Dalgas            | 1:0                   | Næstved IF        |
| Dronninglund IF      | 0:4                   | Nyborg G&IF       |
| Esbjerg KFUM         | 0:2                   | B 47 Esbjerg      |
| Fredericia fF        | 2:3                   | Herning Fremad    |
| FIF Hillerød         | 2:3                   | Helsingør IF      |
| Fremad Amager        | 4:0                   | Sorø IF Freja     |
| IF Hasle Fuglebakken | 4:0                   | Hirtshals BK      |
| Holbæk B&I           | 1:2                   | Politiets IF      |
| Horbelev BK          | 2:0                   | Handelsstandes BK |
| Kolding IF           | 6:0                   | Otterup B&IK      |
| Lindholm IF          | 3:2                   | Østre BK          |
| Lyngby BK            | 1:4                   | Hvidovre IF       |
| BK Mariendal         | 1:5 n. V.             | KFUM Kopenhagen   |
| BK Marienlyst        | 3:2                   | Aalborg Freja     |
| Roskilde BK          | 4:0                   | Herfølge BK       |
| Skive IK             | 1:1 n. V. (4:3 i. E.) | Grenaa IF         |
| IK Skovbakken        | 1:2                   | Holstebro BK      |
| Slagelse B&I         | 2:5 n. V.             | Lendemark BK      |
| Sønderborg BK        | 6:0                   | Assens G&IK       |
| Thisted FC           | 1:3                   | Ikast FS          |
| Toreby-Grænge BK     | 2:2 n. V. (1:2 i. E.) | BK Stefan         |
| Vanløse IF           | 3:1                   | Brøndbyvester IF  |
| BK Velo              | 4:1                   | Herlev IF         |
| IK Viking Rønne      | 2:0                   | Frederiksberg BK  |
| IK Aalborg Chang     | 6:3                   | Hobro IK          |
| Østerbros Boldklub   | 1:6                   | BK Rødovre        |

## 2. Runde
Teilnehmer waren die 28 Sieger der ersten Runde und die zwölf Vereine aus der 2. Division 1962.
|                    | Ergebnis              |                      |
| ------------------ | --------------------- | -------------------- |
| B.93 Kopenhagen    | 2:2 n. V. (2:4 i. E.) | Aalborg BK           |
| BK Dalgas          | 1:0                   | IF Hasle Fuglebakken |
| BK Frem Sakskøbing | 4:1                   | KFUM Kopenhagen      |
| Fremad Amager      | 3:2                   | Horsens fS           |
| Herning Fremad     | 1:5                   | Skovshoved IF        |
| Hellerup IK        | 1:0                   | Ikast FS             |
| Holstebro BK       | 2:1 n. V.             | Roskilde BK          |
| Horbelev BK        | 1:0                   | Skive IK             |
| Hvidovre IF        | 2:1                   | Nyborg G&IF          |
| Lindholm IF        | 1:2                   | BK Rødovre           |
| Odense KFUM        | 3:5                   | Helsingør IF         |
| Politiets IF       | 4:1                   | Tved BK              |
| Randers SK Freja   | 0:1 n. V.             | BK Marienlyst        |
| Silkeborg IF       | 2:1                   | Sønderborg BK        |
| BK Stefan          | 3:1                   | IF AIA-Tranbjerg     |
| Vanløse IF         | 3:4                   | Kolding IF           |
| BK Velo            | 1:5                   | B 1901 Nykøbing      |
| Viborg FF          | 9:1                   | B 47 Esbjerg         |
| IK Viking Rønne    | 3:1                   | Lendemark BK         |
| IK Aalborg Chang   | 2:3                   | BK Frem Kopenhagen   |

## 3. Runde
Teilnehmer: Die 20 Sieger der zweiten Runde und die zwölf Vereine aus der 1. Division 1962.
|                      | Ergebnis              |                    |
| -------------------- | --------------------- | ------------------ |
| Aarhus GF            | 5:0                   | Silkeborg IF       |
| B 1909 Odense        | 7:0                   | Fremad Amager      |
| B 1913 Odense        | 3:3 n. V. (4:3 i. E.) | Esbjerg fB         |
| Frederikshavn fI     | 2:1                   | Hvidovre IF        |
| BK Frem Sakskøbing   | 0:1                   | AB Gladsaxe        |
| Helsingør IF         | 2:1                   | B 1901 Nykøbing    |
| Hellerup IK          | 3:1                   | Aalborg BK         |
| Horbelev BK          | 1:3 n. V.             | BK Frem Kopenhagen |
| Kjøbenhavns Boldklub | 3:2                   | Odense BK          |
| Kolding IF           | 1:1 n. V. (4:3 i. E.) | Brønshøj BK        |
| Køge BK              | 4:1                   | BK Stefan          |
| BK Marienlyst        | 0:0 n. V. (4:3 i. E.) | Viborg FF          |
| Politiets IF         | 0:2                   | BK Dalgas          |
| BK Rødovre           | 3:1                   | Skovshoved IF      |
| Vejle BK             | 3:2 n. V.             | B 1903 Kopenhagen  |
| IK Viking Rønne      | 2:2 n. V. (4:3 i. E.) | Holstebro BK       |

## 4. Runde
Teilnehmer: Die 16 Sieger der dritten Runde.
|                  | Ergebnis              |                      |
| ---------------- | --------------------- | -------------------- |
| B 1909 Odense    | 2:2 n. V. (5:4 i. E.) | Aarhus GF            |
| Brønshøj BK      | 1:4 n. V.             | B 1913 Odense        |
| BK Dalgas        | 0:1                   | Kjøbenhavns Boldklub |
| Frederikshavn fI | 1:4                   | AB Gladsaxe          |
| Helsingør IF     | 0:1                   | BK Rødovre           |
| Hellerup IK      | 5:0                   | BK Marienlyst        |
| Vejle BK         | 2:3                   | Køge BK              |
| IK Viking Rønne  | 0:4                   | BK Frem Kopenhagen   |

## Viertelfinale
|                      | Ergebnis |                    |
| -------------------- | -------- | ------------------ |
| AB Gladsaxe          | 2:3      | B 1913 Odense      |
| Hellerup IK          | 1:2      | BK Rødovre         |
| Kjøbenhavns Boldklub | 0:1      | BK Frem Kopenhagen |
| Køge BK              | 3:0      | B 1909 Odense      |

## Halbfinale
|                    | Ergebnis  |               |
| ------------------ | --------- | ------------- |
| BK Frem Kopenhagen | 2:2 n. V. | B 1913 Odense |
| Køge BK            | 2:1       | BK Rødovre    |

### Wiederholungsspiel
|               | Ergebnis |                    |
| ------------- | -------- | ------------------ |
| B 1913 Odense | 2:0      | BK Frem Kopenhagen |

## Finale
| Paarung        | B 1913 Odense – Køge BK |
| Ergebnis       | 2:1 (2:1) |
| Datum          | 23. Mai 1963 |
| Stadion        | Københavns Idrætspark, Kopenhagen |
| Zuschauer      | 10.900 |
| Schiedsrichter | Einer Poulsen |
| Tore           | 1:0 Kjeld Petersen (5.) 1:1 Per Hårgård (15.) 2:1 Ole Steffensen (19.) |
| B 1913 Odense  | Erik Lykke Sørensen – Ib Mortensen, Erik Nielsen, Kurt Grønning – Kaj Andersen, John Ejlertsen, Eigil Misser – Jørgen Rasmussen, Kjeld Petersen, Erik Dyrholm, Ole Steffensen. Cheftrainer: Jack Johnson |
| Køge BK        | Mogens Johansen – Karl Hansen, Bent Rasmussen, Børge Andersen – Knud Petersen, Günther Hoeck – Per Hårgård, Ole Jørgensen, Hans Andersen, Ove Nielsen, Egon Rasmussen. Cheftrainer: Edvin Hansen         |